# Roberto Carrizo
Roberto Roque del Valle Carrizo (Formosa, Argentina, 16 de agosto de 1952) es un exfutbolista argentino que se desempeñaba como volante. Surgió de River Plate y se destacó en Tigre.

## Historia
Los comienzos de Roberto Carrizo fueron en River Plate. Un socio vitalicio del conjunto de Núñez, viéndolo jugar, le propone llevarlo a una prueba. Tenía 17 años y por ese entonces trabajaba y estudiaba al mismo tiempo. Ingresa a la Quinta División, siendo Vladislao Cap el técnico, y sale campeón con un plantel que integraban Carlos Morete, Alberto Pafundi, Luis Landaburu, entre otros. A fines de ese año, comienza a entrenar directamente con el primer equipo del Millonario. En 1971, ante la famosa huelga de jugadores profesionales, juega 11 partidos como titular, alternando un equipo en el que ya se destacaban jugadores como Carlos Barisio, JJ López, Reinaldo Merlo y Norberto Alonso. En 1973 tuvo la desgracia de quebrarse la rótula de su rodilla derecha y el primer equipo pasa a estar distante, a pesar de que Delém le había confirmado la titularidad en esa temporada. No obstante, consigue una rápida recuperación (muchos creyeron que no iba a jugar más) y otra vez junto al equipo principal, siendo titular en cada amistoso disputado en el interior del país.
A finales de 1975, Cipolletti de Río Negro lo tiene en sus filas para disputar el Torneo Nacional y en la siguiente temporada es transferido a Argentinos Juniors, donde tiene destacadas actuaciones, hasta que un día tiene un entredicho con Juan Carlos Montes, técnico por entonces de los Colorados de Paternal, y casi emigra al fútbol colombiano. Tigre se anticipa y obtiene definitivamente su pase.
En la entidad de Victoria debutó el 19 de febrero de 1977. La constante llegada al área rival, dominio con la pelota y su potente remate, lo hizo catapultar como un símbolo de la institución en la década de 1970. Entre 1977 y 1983 disputó un total de 184 partidos, anotando 35 goles. Pieza fundamental del equipo que logró el ascenso a Primera División en 1979. Fue el autor del gol de penal consagratorio en la última fecha contra Almirante Brown, ante un estadio colmado.
Se retiró en 1984 jugando para Altos Hornos Zapla de Jujuy.

## Trayectoria
| Club               | País      | Año       |
| ------------------ | --------- | --------- |
| River Plate        | Argentina | 1971-1975 |
| Cipolletti         | Argentina | 1975      |
| Argentinos Juniors | Argentina | 1976      |
| Tigre              | Argentina | 1977-1983 |
| Altos Hornos Zapla | Argentina | 1984      |

## Palmarés

### Campeonatos nacionales
| Título                     | Club        | País      | Año    |
| -------------------------- | ----------- | --------- | ------ |
| Primera División           | River Plate | Argentina | M-1975 |
| Ascenso a Primera División | Tigre       | Argentina | 1979   |